# ادگار آلن
ادگار آلن (انگلیسی: Edgar Allen; ۲ مهٔ ۱۸۹۲ – ۳ فوریهٔ ۱۹۴۳) دانشمند در زمینه کالبدشناسی، فیزیولوژی، و غدد درون‌ریز و متابولیسم اهل ایالات متحده آمریکا بود. عمده شهرت وی به دلیل کشف استروژن است.

## جهت مطالعه
- Gardner, W.U. (April 1943). "Edgar Allen (Obituary)." Science. Vol. 97, No. 2521, pp. 368–369.
- American National Biography, vol. 1, pp. 304–305.